# پرتابگر فوق سنگین
پرتابگر فوق سنگین (به انگلیسی:super heavy-lift launch vehicle) نوعی وسیله پرتاپ است که قادر به ارسال محموله‌هایی با وزن بیش از ۵۰ تن به مدار نزدیک زمین می‌باشد.

## موشک‌های ساخته شده

### موشک‌های بازنشسته
- پرتابگر N1، موشک سنگین ساخت شوروی بود که از اواخر دهه ۱۹۶۰ تا اوایل دهه ۱۹۷۰ توسعه داده شد و هدف از ساخت آن ارسال نخستین فضانورد به ماه بود. چهار نمونه از آن ساخته شد که پرواز هر چهار نمونه با شکست مواجه شد و در نهایت پروژه در سال ۱۹۷۶ لغو شد
- ساترن ۵ طی برنامه آپولو محموله‌هایی از قبیل سفینه فرماندهی و خدمات آپولو و ماه نشین را که همگی وزنی معادل ۴۵ تن را داشتند حمل کرد.[۳][۴] البته اگر وزن مرحله سوم موشک و وزن سوختی که برای قرار دادن سفینه در مدار زمین استفاده شده‌است را محاسبه کنیم. ساترن ۵ ،۱۴۰ تن محموله را به مدار نزدیک زمین منتقل کرد.[۵] آخرین پرتاب ساترن ۵ مربوط به قرار دادن ایستگاه فضایی اسکای لب در فضا بود که محموله‌هایی با وزن ۷۷/۱۱۱ تن را فضا ارسال کرد.
- شاتل فضایی در مأموریت اس تی اس 93[۶]که حامل تلسکوپ پرتو ایکس چاندرا[۷] به وزن ۲۲/۷۵۳ تن بود به فضا ارسال کرد هرچند شاتل فضایی و محموله‌های بار روی هم می‌توانستند تا ۱۲۲/۷۵۳ تن وزن داشته باشند
- پرتابگر انرگیا پرتابگر ساخت شرکت موشکی اس‌پی کارالیوف و صنایع فضایی انرگیا بود که برای انتقال محموله‌هایی با وزن ۱۰۵ تن به مدار نزدیک زمین توسعه داده شده بود.[۸] پرتابگر انرگیا قبل بازنشستگی دو پرواز را انجام داد؛ که پرواز اول در هنگام قرار دادن محموله ای به وزن ۸۰ تن در مدار زمین با مشکل مواجه شد و مأموریت ناموفق بود. در پرواز دوم شاتل فضایی بوران را با موفقیت به مدار نزدیک زمین ارسال کرد.[۹]

### قابل استفاده
- پرتابگر فالکون هوی که تخمین زده شده‌است توان ارسال محموله‌هایی با وزن۵۷ تن را به مدار نزدیک زمین را دارد البته در صورتی که تمام سوخت مصرف شود و بوسترها بازیابی نشوند می‌تواند تا ۶۳/۸ تن را حمل کند.[۱۰] [الف]این پرتابگر یک پروازهای آزمایشی را در ژوئن ۲۰۱۹ برای وزارت دفاع آمریکا انجام داد. اما نخستین پرواز فالکون هوی در ۶ فوریه ۲۰۱۸ انجام شد که خودروی شخصی ایلان ماسک به وزن ۱٬۲۵۰ کیلوگرم (۲٬۷۶۰ پوند) را در مدار خورشید قرار داد.[۱۳][۱۴] از آنجا که این وسیله نقلیه عملیاتی است، اما هنوز هیچ اثری از بارگیری بیش از ۵۰ تن در آن دیده نمی‌شود.

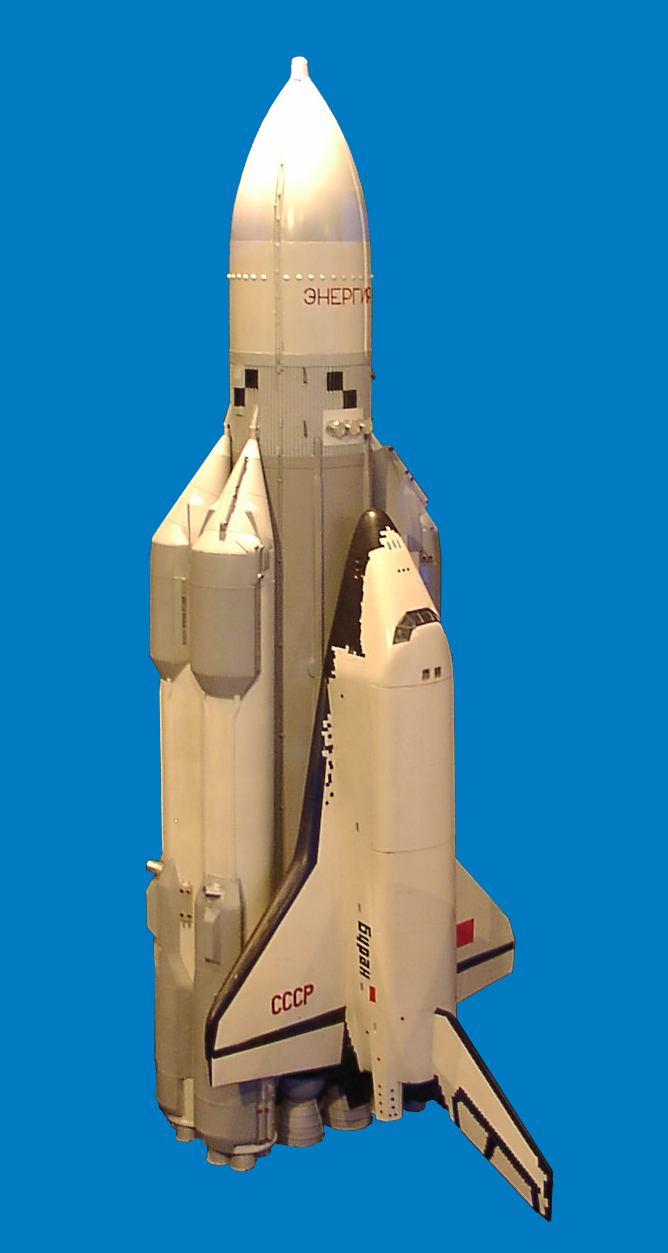
مدل پرتابگر Energia و شاتل فضایی بوران

## طرح‌های پیشنهادی

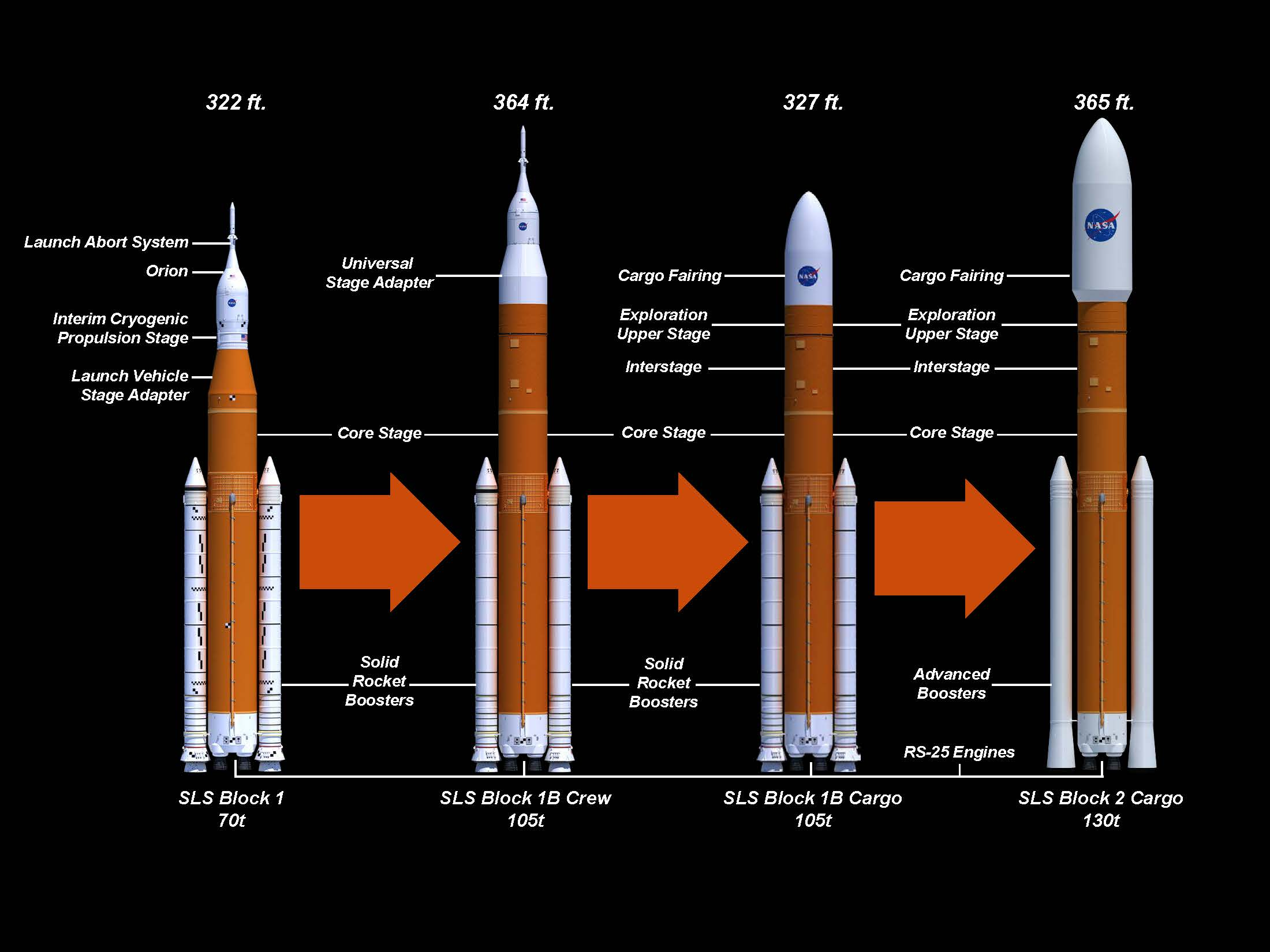
پرتابگرهای که در آینده در سامانه پرتاب فضایی استفاده خواهند شد

### چین
پرتابگر چینی long 9 پرتابگر فوق سنگین تحت توسعه است که توان حمل محموله‌هایی با وزن ۱۴۰ تن را به مدار نزدیک زمین دارد. اما ظرفیت هدفمند آن ۵۰ تن بوده قرار است این پرتابگر در سال ۲۰۳۰ نخستین پرواز خود را انجام دهد.

### روسیه
پرتابگر Yenisei, یک پرتابگر فوق سنگین تحت توسعه توسط شرکت موشکی اس‌پی کارالیوف و صنایع فضایی انرگیا است که در اوت ۲۰۱۶ پیشنهاد داده شد تا جایگزین طرح‌های ضعیف تری شود این پرتابگر به روسیه امکان می‌دهد تا با کمترین امکانات پایگاه‌های دائمی را در ماه ایجاد کند. یک یا دو راکت فوق سنگین ینی سئی توان حمل ۸۰ تا ۱۶۰ تن را دارند این درحالی است که چهار پرتابگر پروژه Angara A5 توان حمل ۴۰ تن را به فضا دارند. در فوریه سال ۲۰۱۸، طرح КРК СТК (به انگلیسی:space rocket complex of the super-heavy class) پروژه ای است به منظور ارتقاء پرتابگرها با ویژگی ارسال محموله‌هایی با وزن حداقل ۹۰ تن به مدار نزدیک زمین و ۲۰ تن به مدار ماه، و قرار است این برنامه از پایگاه پایگاه فضایی وستوچنیانجام شود. طبق برنامه قرار است نخستین پرواز پروژه در سال ۲۰۲۸ و نخستین فرود بر روی ماه در سال ۲۰۳۰ انجام شود.

### هند
سازمان فضایی هند در حال انجام تحقیقات اولیه برای ساخت پرتابگر فوق سنگین با ظرفیت حمل ۵۰–۶۰ تن به مدار نزدیک زمین است.

### ایالات متحده آمریکا
- سامانه پرتاب فضایی (به انگلیسی :Space launch system) که از اوت ۲۰۱۹ تحت توسعه ناسا است و از پرتابگرهای فوق سنگین بهره می‌گیرد پرتابگرهای این برنامه می‌توانند نخستین پرتابگرهایی باشند که محموله‌ها را به عمق فضا می‌برند قرار است از پرتابگر این سامانه در برنامه‌هایی از قبیل سفر انسان به مریخ استفاده شود،[۲۳][۲۴][۲۵][۲۶][۲۷]

- فضاپیما استار شیپ ،دومین مرحله یک سامانه پرتاب با قابلیت استفاده مجدد است که توسط اسپیس ایکس در حال توسعه است، می‌توان از آن برای ارسال فضاپیماهای شخصی استفاده کرد.[۲۸] استار شیپ طراحی شده‌است تا فضاپیمایی با محموله‌های همچون انسان و بار را برای مدت طولانی به فضا ارسال کند.[۲۹] هنگامی که آزمایش استار شیپ با موفقیت انجام شود می‌شود از آن در پرتاب‌های مداری استفاده کرد.[۳۰][۳۱]

- نیو آرمسترانگ یک موشک فوق العاده سنگین است که توسط Blue Origin پیشنهاد شده‌است اما میزان بار قابل حمل و جدول زمانبندی آن هنوز مشخص نیست.[۳۲]

## طرح‌های لغو شده

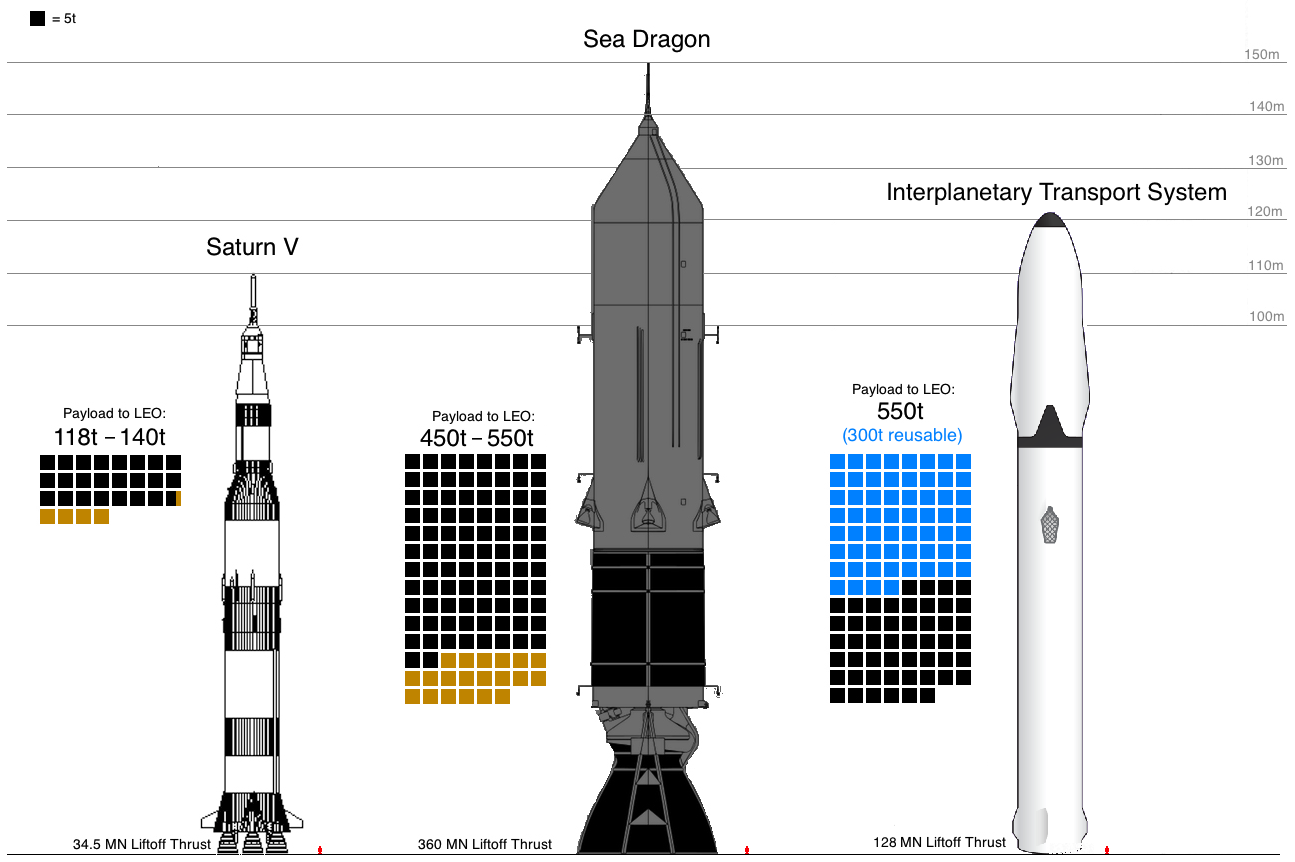
مقایسه ارتفاع و وزن محموله‌های قابل حمل بین پرتابگرهای ساترن ۵، اژدهای دریا و سیستم حمل و نقل بین سیاره ای

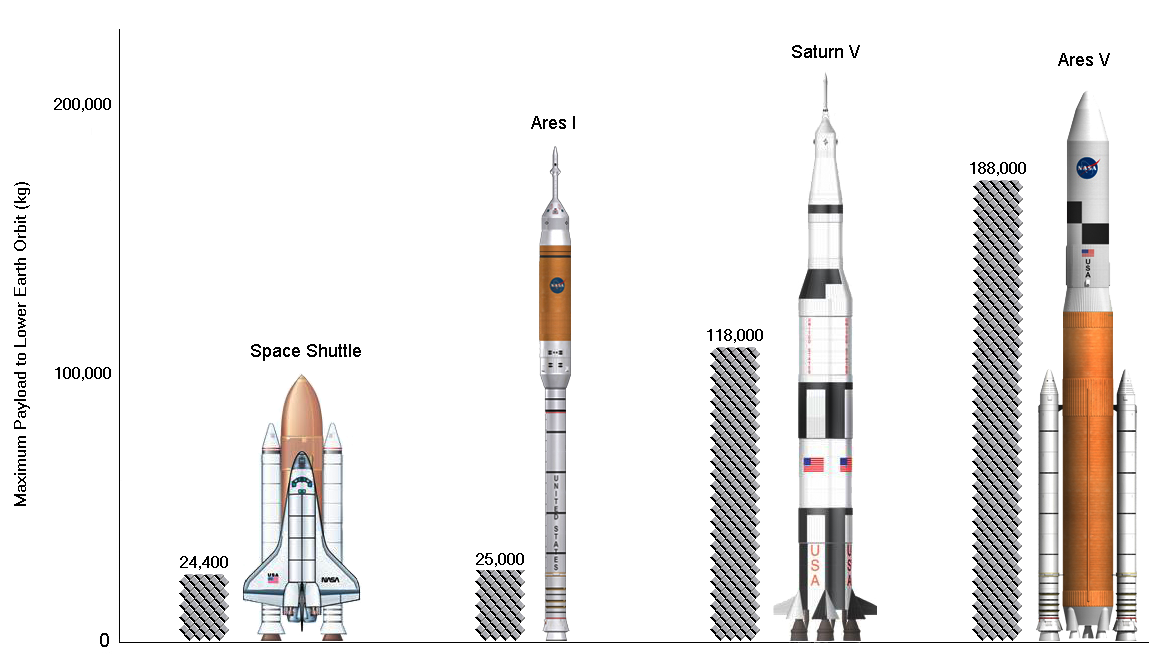
مقایسه حداکثر وزن قابل پرتاب به مدار نزدیک زمین بین پرتابگرهای شاتل فضایی، اریز ۱، ساترن ۵ و آریز ۵

تا به اکنون پرتابگرهای فوق سنگین زیادی پیشنهاد شده‌است و حتی پروازهای آزمایشی را هم با موفقیت پشت سر گذاشتند اما به دلایل مختلفی برنامه لغو شد.
۱) پرتابگر N1 بخشی از پروژه ارسال انسان به ماه بود که توسط شوری بین سال‌های ۱۹۶۹–۱۹۷۲ تحت توسعه بود و توان انتقال ۹۵ تن را به مدار نزدیک زمین داشت. در نهایت این برنامه در ماه مه ۱۹۷۴ به دلیل چهار پرواز ناموفق به حالت تعلیق درآمد و به‌طور رسمی در مارس ۱۹۷۶ لغو شد.
۲) پروژه Aelita برنامه ای بود که توسط شوروی بین سال‌های ۱۹۶۹ تا ۱۹۷۲ در حال توسعه بود و هدف از آن ارسال انسان در یک پرواز ۹۰۰ روزه به مریخ بود. به همین دلیل اتحاد جماهیر شوروی شروع به توسعه پرتابگر قدرتمندی کرد. مهندسان اتحاد جماهیر شوروی شروع به طراحی نوع هسته ای پرتابگر UR-700 کردند. این پرتابگر هسته ای قدرتمندترین پرتابگری بود که طراحی شده بود. این پرتابگر ظرفیت ارسال ۷۵۰ تن را به فضا داشت. همچنین این پرتابگر می‌توانست فضاپیمای به نام MK-700 با وزن ۱۴۰۰ تن طی دو پرتاب به فضا ارسال و بعد فضاپیما در فضا مونتاژ شود.
۳) آریز ۵ پرتابگر ساخته شده توسط ایالت متحده آمریکا بود که توان حمل ۱۸۸ تن بار را به مدار نزدیک زمین داشت. این پرتایگر در بسیاری از هزینه از شاتل فضایی اعم از نگهداری بر روی زمین و سخت‌افزارها مقرون به صرفه تر بود. توسعه این پرتابگر در سال ۲۰۱۰ لغو شد؛ و بخش اعظم کار به پروژه دیگر انتقال یافت.
۴)پرتابگر اژدها دریا (به انگلیسی:Sea Dragon) دو مرحله ای با ارتفاع ۱۵۰ متر که در سال ۱۹۶۲ طراحی شد. این پرتابگر به قدری بزرگ بود که قادر بود فقط از طریق دریا ۵۵۰ تن را به مدار نزدیک زمین ارسال کند، این پروژه به دلیل بسته شدن مرکز پروازهای فضایی مارشال ناسا هرگز عملیاتی نشد.

## نگارخانه
- مدل پرتابگر UR-700
- انگاشت هنری از آریز ۵ که بوسترهای جامد از آن جدا شده‌اند
- مراحل پرتاب پرتابگر اژدها دریا و مقایسه آن با پرتابگر ساترن ۵

## نکات
1. ↑  پیکربندی که در آن هر سه هسته قابل بازیابی باشند به عنوان یک وسیله نقلیه پرتاب سنگین طبقه‌بندی می‌شود، زیرا حداکثر بار ممکن برای مدار نزدیک زمین زیر ۵۰٬۰۰۰ کیلوگرم است.[۱۱][۱۲]